# Фукс, Радован
Радован Фукс (хорв. Radovan Fuchs; род. 5 сентября 1953, Загреб) — хорватский учёный, политик. Министр науки, образования и спорта в правительстве Ядранки Косор и министр науки и образования во втором правительстве Андрея Пленковича.

## Биография
Родился 5 сентября 1953 года в Загребе. Дед по отцовской линии был торговцем зерном, эмигрировавшим в Хорватию из Германии, а бабушка — выходкой из Венгрии; супруги поселились в хорватской области Славония. Его бабушка и дедушка по матери происходили из Вела-Луки. Фукс имеет еврейские, венгерские и хорватские корни. В своё время его отец обратился в католицизм, поэтому в доме отмечали Рождество и другие католические праздники. По отцовской линии он приходится родственником хорватскому композитору Ватрославу Лисинскому. После Второй мировой войны коммунистические власти СФР Югославии конфисковали всё имущество отца Фукса, включая магазин оптовой торговли бумагой и дом.
В 1978 году Радован окончил ветеринарный факультет Загребского университета. В 1985 году получил степень магистра по биомедицине на факультете естественных наук того же университета. В 1979 году он начал исследовательскую работу в IMI (Institut za medicinska istraživanja i medicinu rada), Институте по вопросам медицинских исследований и производственной гигиены, одном из крупнейших исследовательских институтов Хорватии. В 1987 году в биомедицинском центре Уппсальского университета в Швеции получил диплом доктора биомедицинских наук, защитив диссертацию в области токсикологии и фармакологии.
Включился в политическую деятельность как член Демократического центра, с 2006 года состоит в Хорватском демократическом содружестве. В 1993—2000 годах был заместителем министра науки и техники, а с 2004 по 2008 год — заместителем министра науки, образования и спорта. В 2008—2009 гг. работал государственным секретарём по вопросам высшего образования в этом министерстве. С июля 2009 по декабрь 2011 года возглавлял министерство науки, образования и спорта в правоцентристском правительстве Ядранки Косор.
В 2012 году стал заместителем директора IMI по вопросам международного сотрудничества. В том же году занял должность профессора Университета Риеки. В 2018—2019 гг. был советником премьер-министра Андрея Пленковича. 23 июля 2020 года в его втором правительстве назначен министром науки и образования.